# Neil Walker
Neil Scott Walker (Verona, 25 giugno 1976) è un ex nuotatore statunitense.

## Biografia
È nato a Verona nello stato federato del Wisconsin.
Ha rappresentato gli Stati Uniti ai Giochi olimpici estivi di Sydney 2000, vincendo l'oro nella staffetta 4x100 m misti e l'argento nella staffetta 4x100 m stile libero, e Atene 2004, bissando l'oro nella staffetta 4x100 m misti ed aggiudicandosi il bronzo nella staffetta 4x100 m stile libero.

## Palmarès
- Olimpiadi

Sydney 2000: oro nella 4x100 m misti e argento nella 4x100 m sl.
Atene 2004: oro nella 4x100 m misti e bronzo nella 4x100 m sl.
- Mondiali

Perth 1998: oro nella 4x100 m sl e argento nella 4x100 m misti.
Barcellona 2003: oro nella 4x100 m misti e argento nella 4x100 m sl.
Montréal 2005: oro nella 4x100 m sl e nella 4x100 m misti.
Melbourne 2007: oro nella 4x100 m sl.
- Mondiali in vasca corta

Atene 2000: oro nei 50 m dorso, nei 100 m dorso, nei 100 m misti, nella 4x200 m sl e nella 4x100 m misti, argento nei 50 m farfalla e nella 4x100 m sl.
Indianapolis 2004: oro nella 4x100 m sl.
- Campionati panpacifici

Fukuoka 1997: oro nei 100m farfalla, nella 4x100 m sl e nella 4x100 m misti, argento nei 100 m sl e nei 100 m dorso.
Sydney 1999: oro nella 4x100 m misti, argento nei 100 m sl e nella 4x100 m sl.
Victoria 2006: oro nella 4x100 m sl.